# Kalijering (Pituruh)
Kalijering is een bestuurslaag in het regentschap Purworejo van de provincie Midden-Java, Indonesië. Kalijering telt 1524 inwoners (volkstelling 2010).